# Samuel Jean de Pozzi
Samuel-Jean Pozzi (3 de octubre de 1846 – 13 de junio de 1918) fue un destacado cirujano francés y uno de los principales ginecólogos de finales del siglo XIX; también estaba interesado en la antropología y la neurología.

## Primeros años
Samuel-Jean Pozzi (cambió la ortografía de su apellido más tarde a de Pozzi, para darle un toque más italiano) nació en Bergerac, Dordoña en una familia de ascendencia suizo-italiana. Su padre Benjamin Samuel Dominique Pozzi (20 de marzo de 1820 – 1905), ministro de la Iglesia Reformada de Francia, se casó con Marthe-Marie Inés Escot-Meslon (11 de marzo de 1821 – 1857) el 29 de abril de 1844 en Bergerac, Dordoña, Francia. Murió cuando Samuel tenía diez años, y su padre entonces se casó con una inglesa, Mary Anne Kempe, el 19 de octubre de 1859 en Bakewell, Derbyshire, Inglaterra.

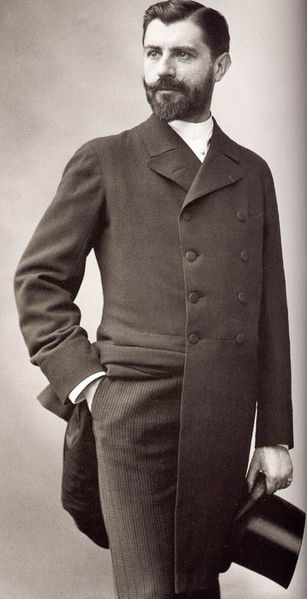
Samuel Jean de Pozzi, fotografiado por Nadar.

Pozzi fue a estudiar primero a Pau y después a Burdeos. Muy apuesto y de cuidados modales, los otros alumnos le apodaron La Siren.

## Carrera médica

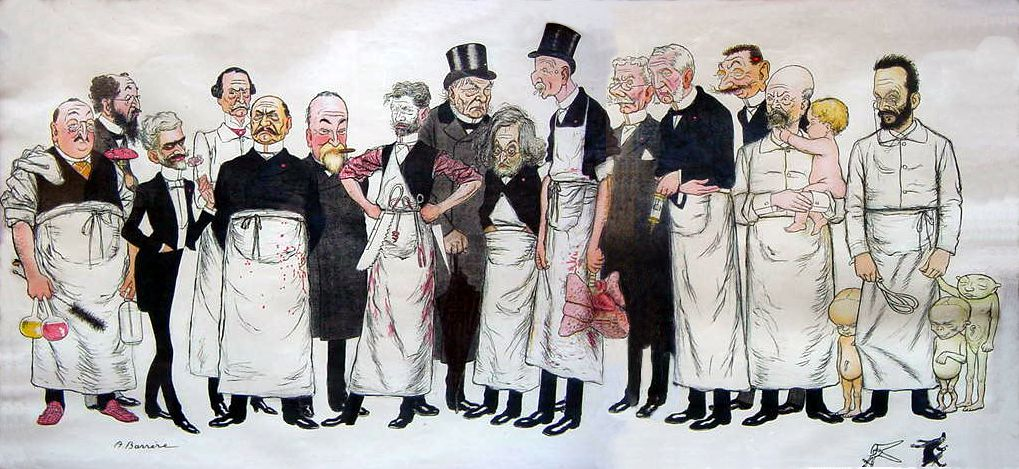
Miembros de la Facultad Médica de París (1904), caricatura de Adrien Barrère; de izquierda a derecha: André Chantemesse (1851–1919) Georges Pouchet (1833–1894) Paul Poirier (1853–1907) Paul Georges Dieulafov (1839–1911) Georges Maurice Debove (1845–1920) Paul Brouardel (1837–1906) Samuel Jean de Pozzi (1846–1918) Paul Jules Tillaux (1834–1904) Georges Hayem (1841–1933) Víctor André Cornil (1837–1908) Paul Jules (1845–1908) Jean Casimir Féix (1831–1920) Pierre-Emile Lunois (1856–1914) Adolphe Pinard (1844–1934) Pierre-Constant Budin (1846–1907).

En 1864, Pozzi empezó sus estudios de medicina en París. Cuando estalló la Guerra franco-prusiana en 1870, se ofreció como voluntario y se convirtió en médico militar. Más tarde, fue uno  de los alumnos del neurólogo Paul Broca y como su ayudante trabajó en antropología, neurología y anatomía comparada. Pozzi se graduó como doctor en 1873. Su tesis fue sobre el tratamiento de la fístula obstétrica.
En 1875, Pozzi se convirtió en profesor universitario después de su segunda tesis sobre el uso de la histerotomía para el fibroma uterino. En 1876, Pozzi viajó a Escocia al Congreso de la Asociación Médica británica para conocer a Joseph Lister, cuyo interés en los antisépticos apoyaba. En 1877, Pozzi se convirtió en chirurgien des hôpitaux, e introdujo la antisepsia en los hospitales franceses.
Pozzi viajó a Austria, Alemania y Gran Bretaña para estudiar los últimos métodos ginecológicos y se convirtió en un pionero de la ginecología en Francia. Obtuvo gran reputación como profesor, prefiriendo hacer sus rondas vestido con un mono blanco y una gorra negra.
En 1881, Pozzi empezó a trabajar como cirujano de hospital, especializado en ginecología y cirugía abdominal. En 1883, fue nombrado cirujano en el Hôpital de Lourcine-Pascal. Desde 1884 daba conferencias teóricas en el hospital. En 1888, fue nombrado presidente de la Sociedad de Antropología – había sido miembro desde 1870. Viajó extensamente para ampliar sus conocimientos.
Pozzi estableció la primera cátedra de ginecología en París en 1884. En 1889, realizó la primera gastroenterostomía en Francia. En 1896, fue elegido para la Academia francesa de Medicina. En 1897, fue cofundador de la revista Revue de gynécologie et de chirurgie abdominale.
En 1913, Pozzi y Georges Clemenceau organizaron el primer simposio sobre trasplantes en París. En 1914, al comenzar la Primera Guerra Mundial se unió de nuevo al ejército y trabajó como cirujano militar.

## Vida personal

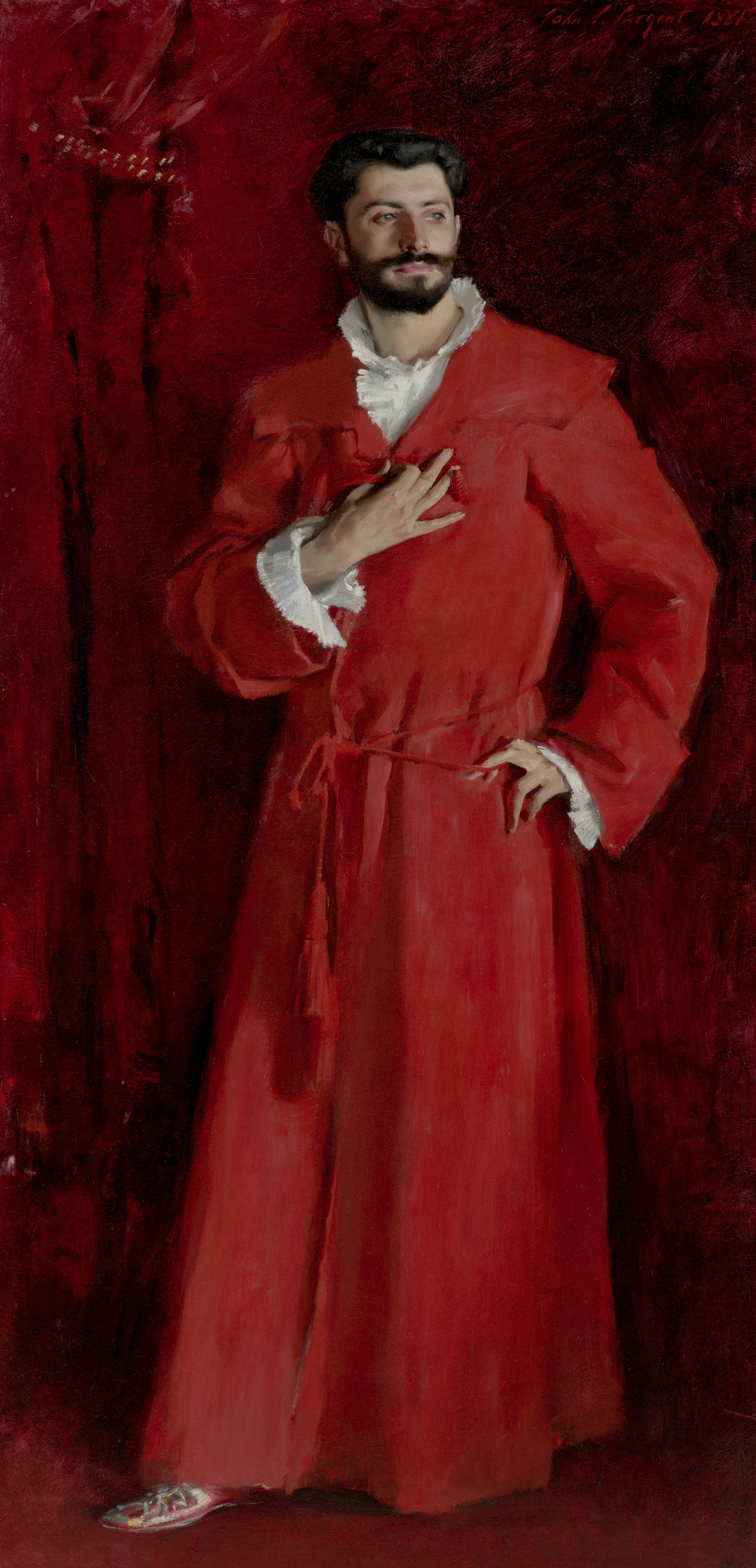
Doctor Samuel Jean Pozzi en casa, John Singer Sargent, 1881.

En 1879, Pozzi se casó con Therese Loth-Cazalis, heredera de un magnate del ferrocarril, y tuvieron tres hijos: Catherine, Jean, y Jacques. Su mujer quiso que su madre viviera con ellos, lo que creó tensiones en el matrimonio. El extremadamente apuesto y encantador Pozzi tuvo numerosos romances y aventuras extramatrimoniales: entre ellas, la cantante de ópera Georgette Leblanc, la actriz Rejane, la viuda de Georges Bizet, Sarah Bernhardt, y Emma Sedelmeyer Fischof. Hija de un comerciante de arte y esposa de un criador de caballos, Fischof era una mujer hermosa y culta de ascendencia judía que se convirtió en amante de Pozzi en 1890. Su esposa rechazó concederle el divorcio, pero Firschhof permaneció como su pareja por el resto de su vida.

### Relación con Sarah Bernhardt
En sus primeros tiempos en París, Pozzi conoció a Sarah Bernhardt a través de un amigo de la infancia, el actor Jean Mounet-Sully. Según Gustave Schlumberger, fueron amantes brevemente, y quedaron como amigos para el resto de su vida. En 1898, encargó al pintor Georges Clairin—probablemente a través de su amiga común Bernhardt— realizar una pintura para la pared de su hospital, Lourcine. El mismo año, Bernhardt insistió en que fuera Pozzi quien la operara de su quiste ovárico. En 1915, le llamó de nuevo, y Pozzi arregló para que un colega le amputara su pierna enferma.

## Intereses políticos y culturales
Pozzi, hombre de variados intereses, se convirtió en miembro honorario del Cercle de l'Union artistique (conocido como Mirlitons) en 1881, y allí conoció al pintor John Singer Sargent. Sargent retrató a Pozzi en un espectacular retrato en bata de casa actualmente en exhibición en el Hammer Museum de Los Ángeles.
Pozzi también se hizo amigo de Marcel Proust, Robert Proust, Reynaldo Hahn, y Robert de Montesquiou. En 1877 conoció a la poetisa Louise Ackermann, cuando le pidió que le enseñara alemán. Habitual de los círculos de la alta sociedad parisina, la salonniere Lydie Aubernon le apodó "el doctor amor". Mantuvo correspondencia con una escritora feminista, Augustine Bulteau. También coleccionaba monedas antiguas y estatuillas grecorromanas.
En 1898 Pozzi fue elegido senador de Bergerac y representó su distrito durante tres años. Mejoró el suministro de agua y el drenaje del alcantarillado de su ciudad y más tarde participó en la reestructuración de los exámenes del bachillerato francés. No buscó la reelección en 1902.
Pozzi presenció el segundo juicio de Alfred Dreyfus, y al igual que Émile Zola creía que Dreyfus era inocente. En 1908 los restos mortales de Zola fueron transferidos al Panteón y ambos, Pozzi y Dreyfus, estuvieron presentes. Cuando el periodista Gregori disparó a Dreyfus y le hirió en un brazo, Pozzi se apresuró a ayudarle.

## Muerte

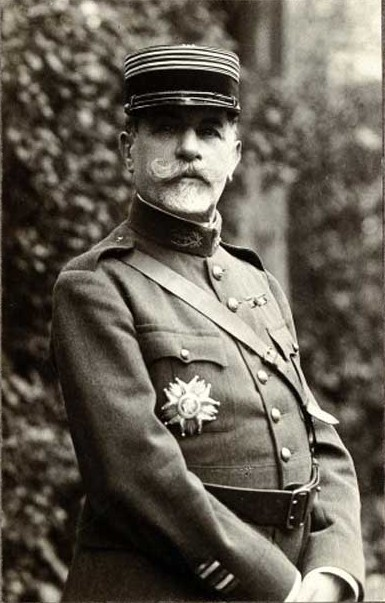
Samuel Jean de Pozzi (1918).

El 13 de junio de 1918 Maurice Machu, paciente dos años antes, regresó a la consulta de Pozzi. Le había operado un varicocele del escroto, y como resultado, Machu estaba convencido de que se había vuelto impotente. Machu le pidió que le operara otra vez. Cuando Pozzi se negó porque no tenía remedio, Machu, furioso, le disparó cuatro tiros en el vientre. Pozzi ordenó que le llevaran de inmediato a quirófano y no quiso esperar por anestesia, pero la laparotomía de emergencia no tuvo éxito. Sabiéndose moribundo, pidió ser enterrado con su uniforme militar y murió poco después. Al saber de su fallecimiento, Machu se suicidó.
Pozzi fue enterrado en el cementerio protestante de Bergerac. Le sobrevivieron su hijo el diplomático Jean de Pozzi y su hija la poetisa Catherine Pozzi.

## Publicaciones
- Étude sur les fistules de l'espace pelvi-rectal supérieur etc. Doctoral Tesis, París, 1871.
- De la valeur de l'hystérotomie dans le traitement des tumeurs fibreuses de l'utérus. Thèse d'agrégation, París, 1875.
- Traité de gynécologie clinique et opératoire (París, 1890; 2.ª edición, 1891; 4.ª edición, 1905–1907). Traducido a seis idiomas.

Pozzi escribió más de 400 artículos sobre cirugía. Su texto de ginecología de 1890 fue traducido a cinco idiomas, y con las revisiones siguió siendo una autoridad en el tema hasta los años 1930.
En 1874, Pozzi y René Benoit publicaron una traducción al francés de la obra de Charles Darwin La expresión de las emociones en el hombre y en los animales. Escribió los primeros textos franceses sobre métodos antisépticos, después de su visita a Lister.